# Skanör
Skanör – część miejscowości (tätortu) Skanör med Falsterbo, położonej w południowej Szwecji, w regionie administracyjnym (län) Skania (gmina Vellinge).
Skanör nadano prawa miejskie w XIII wieku Okres świetności miasta przypadł na średniowiecze. Skanör wraz z sąsiednim Falsterbo stanowiło wówczas centrum międzynarodowego handlu śledziem (Skånemarknaden).